# 888-й истребительный авиационный полк
888-й истребительный авиационный Краснознамённый полк (888-й иап) — воинская часть Военно-воздушных сил (ВВС) РККА, принимавшая участие в боевых действиях Советско-японской войны.

## Наименования полка
За весь период своего существования полк менял своё наименование:
- Камчатский истребительный авиационный полк;
- 888-й истребительный авиационный полк;
- 888-й истребительный авиационный Краснознамённый полк;
- 888-й истребительный авиационный Краснознамённый полк ПВО;
- Войсковая часть (Полевая почта) 64310.

## История и боевой путь полка
Сформирован как Камчатский истребительный авиационный полк в период с 3 по 9 мая 1942 года на аэродроме Елизово (Камчатка) на основе 3-й и 4-й истребительных эскадрилий 71-го смешанного авиационного полка по штату 015/134 на самолётах И-16.
Наименование 888-й истребительный авиационный полк получил 12 июня 1942 года с одновременным включением в состав 128-й смешанной авиационной дивизии ВВС Дальневосточного фронта. В декабре 1942 года переформирован по штату 015/284. В июне 1945 года вместе со 128-й сад вошёл в состав 10-й воздушной армии Дальневосточного фронта (до этого дивизия постоянно находилась в прямом подчинении командования Дальневосточного фронта). С 27 июля 1945 года полк первым в СССР получил истребители Р-63 Кингкобра и приступил к их освоению.
На 8 августа 1945 года полк имел в боевом составе 33 самолёта Р-63 Кингкобра и 5 самолётов И-16. С 9 августа по 3 сентября 1945 года полк в составе 128-й смешанной авиационной дивизии 10-й воздушной армии 2-го Дальневосточного фронта принимал участие в советско-японской войне на самолётах Р-63 Кингкобра.
888-й истребительный авиационный полк Приказом Народного комиссара обороны СССР № 0164 от 28 сентября на основании Указа Президиума Верховного Совета СССР от 14 сентября 1945 года за образцовое выполнение заданий командования в боях с японскими войсками на Дальнем Востоке при форсировании рек Амур и Уссури, овладении городами Цзямусы, Мэргень, Бэйаньчжэнь, южной половиной острова Сахалин, а также островами Сюмусю и Парамушир из группы Курильских островов и проявленные при этом доблесть и мужество награждён орденом Красного Знамени.
Итоги боевой деятельности полка
Всего за годы Советско-японской войны полком:
| Выполнено боевых вылетов | Сбито самолётов в воздухе                               |
| ------------------------ | ------------------------------------------------------- |
| 193                      | Встреч с самолётами противника и воздушных боёв не было |

Свои потери:
| Потеряно самолётов, всего                              | Погибло лётчиков всего |
| ------------------------------------------------------ | ---------------------- |
| самолётов — 5 (боевые 2, небоевые— 3 (из них 1 УТИ-4)) | 1 (боевые)             |

В действующей армии
В составе действующей армии полк находился с 9 августа 1945 года по 3 сентября 1945 года.
Послевоенный период истории полка
После войны полк постоянно находился в составе 128-й смешанной авиационной Курильской дивизии и базировался на аэродроме Елизово, а затем на аэродроме Байково (бывший японский Катаока) на о. Шумшу Курильской гряды. В апреле 1949 года передан в состав войск ПВО. В 50-х годах XX века переучился на самолёты МиГ-15, затем на МиГ-17. Выполнял задачи по воздушной охране дальневосточных рубежей СССР. 27 февраля 1958 года в связи с проводимыми реформами полк расформирован в составе Камчатской дивизии ПВО на аэродроме Байково.

## Командиры полка
- капитан, майор Лукьяненко Николай Иванович 05.1942 - 12.1943
- майор Котельников Константин Константинович 12.1943 - 01.1945
- капитан, майор Снесарь Павел Владимирович[1], 01.1945 — 01.1946

## В составе соединений и объединений
| Период        | Фронт (округ)                 | армия (корпус)                                         | дивизия                                  | примечание    |
| ------------- | ----------------------------- | ------------------------------------------------------ | ---------------------------------------- | ------------- |
| 03.05.1942 г. | Дальневосточный фронт         | ВВС фронта                                             | 128-я смешанная авиационная дивизия      | Елизово, И-16 |
| 01.07.1945 г. | Дальневосточный фронт         | 10-я воздушная армия                                   | 128-я смешанная авиационная дивизия      |               |
| 05.08.1945 г. | 2-й Дальневосточный фронт     | 10-я воздушная армия                                   | 128-я смешанная авиационная дивизия      |               |
| 01.10.1945 г. | Дальневосточный военный округ | 10-я воздушная армия 18-й смешанный авиационный корпус | 128-я смешанная авиационная дивизия      |               |
| 20.02.1949 г. | Дальневосточный военный округ | 29-я воздушная армия 53-й смешанный авиационный корпус | 222-я смешанная авиационная дивизия      |               |
| 20.02.1949 г. | Дальневосточный военный округ | 29-я воздушная армия 53-й смешанный авиационный корпус | 222-я истребительная авиационная дивизия |               |
| 01.03.1957 г. | Дальневосточный военный округ | 1-я воздушная армия 53-й смешанный авиационный корпус  | 222-я истребительная авиационная дивизия |               |
| 01.02.1957 г. | Дальневосточный военный округ | 1-я воздушная армия                                    | 222-я истребительная авиационная дивизия |               |
| 15.03.1957 г. | Дальневосточный военный округ | 1-я воздушная армия                                    | Камчатская дивизия ПВО                   |               |
| 27.02.1958 г. | Дальневосточный военный округ | 1-я воздушная армия                                    | Камчатская дивизия ПВО                   | расформирован |

## Благодарности Верховного Главнокомандующего
Верховным Главнокомандующим лётчикам полка в составе 128-й сад за проявленные образцы мужества и героизма и за отличные боевые действия в боях с японцами на Дальнем Востоке.

## Самолёты на вооружении
| Период      | Самолёты | Фото                            | Период      | Самолёты       | Фото                 |
| ----------- | -------- | ------------------------------- | ----------- | -------------- | -------------------- |
| 1942 — 1945 | И-16     | Polikarpov I-16-Spain (clipped) | 1945 — 1952 | Р-63 Кингкобра | Bell P-63E Kingcobra |
| 1952 — 1954 | МиГ-15   | МиГ-15                          | 1954 — 1958 | МиГ-17         | МиГ-17               |

## Базирование
| Период               | Аэродромы                                               |
| -------------------- | ------------------------------------------------------- |
| 03.05.1942 — 10.1945 | Елизово, Камчатская область                             |
| 10.1945 — 27.02.1958 | аэродром Катаока (Байково), о. Сюмусю Курильской гряды. |